# Gabriël Nuchelmans
Gabriël Reinier Franciscus Maria Nuchelmans (Oud Gastel, 15 mei 1922 – Wassenaar, 6 augustus 1996) was een Nederlandse classicus, analytisch filosoof en hoogleraar in de wijsbegeerte.
Nuchelmans promoveerde in 1950 bij Jan Ros S.J. aan de Katholieke Universiteit Nijmegen op het proefschrift Studien über φιλόλογος, φιλολογία und φιλολογεΐν (Studien über filologos, filologia und filologein). In 1964 werd hij bij zijn benoeming als hoogleraar in de wijsbegeerte aan de Rijksuniversiteit Leiden de opvolger van Ferdinand Sassen.

## Familierelaties
Nuchelmans' broer Jan was hoogleraar in de klassieke talen in Nijmegen.
- Bibliothèque nationale de France: cb12027953m (data)
- Biografisch Portaal: 14271023
- Digitale Bibliotheek voor de Nederlandse Letteren: nuch001
- Gemeinsame Normdatei: 11895234X
- International Standard Name Identifier: 0000 0001 1698 3804
- Library of Congress Control Number: n81015367
- Nationale Bibliotheek van Tsjechië: ola364032
- Nationale Bibliotheek van Israël: 987007296620105171
- Nederlandse Thesaurus van Auteursnamen: 069027633
- Système universitaire de documentation: 028445864
- Virtual International Authority File: 110022298
- WorldCat: E39PBJmXJHMWBy9Hxmq9tPChHC